# Bourg-le-Roi
Bourg-le-Roi – miejscowość i gmina we Francji, w regionie Kraj Loary, w departamencie Sarthe.
Według danych na rok 2010 gminę zamieszkiwały 332 osoby, a gęstość zaludnienia wynosiła 922 osoby/km².